# Johnny Clarke
Pour les articles homonymes, voir Clarke.
Johnny Clarke est un chanteur jamaïcain de reggae, né le 12 janvier 1955 à Whitfield Town, un quartier de Kingston. Il devient l'un des chanteurs les plus populaires de l'île durant les années 1970.

## Biographie
En 1971, Johnny Clarke remporte un concours de jeunes talents, ce qui lui permet de rencontrer le producteur Clancy Eccles et d'enregistrer un premier single, God Made the Sea and the Sun. Ses trois disques suivants, produits par Rupie Edwards (en) en 1973, se classent au hit parade jamaïcain. Clarke entame une collaboration avec Bunny Lee. Ils enregistrent plusieurs hits, dont None Shall Escape the Judgment. Ses deux premiers albums sont constitués en majorité de morceaux originaux, mais comportent également des reprises. Sa version du titre de Bob Marley No Woman, No Cry s'écoule à 40 000 exemplaires en Jamaïque, où Johnny Clarke est nommé artiste de l'année en 1975 et 1976,.
En 1976, le chanteur est signé par Front Line, une filiale du label Virgin Records, pour laquelle il enregistre les albums Authorized Version et Rockers Time Now. Ce dernier, sur lequel joue le groupe de studio de Bunny Lee, The Aggrovators, est considéré comme le sommet de sa carrière. Virgin se sépare néanmoins du chanteur, dont les albums suivants sont édités en Grande-Bretagne par les labels Paradise et Justice Records. Il signe avec Third World, sur lequel sort Sweet Conversation en 1978. À la fin des années 1970, il travaille avec le producteur Dillinger, qui réalise une nouvelle série de hits, dont Empty Chair et Waiting in Vain,. Sa popularité diminue par la suite.

## Style musical
Au cours de sa carrière, Johnny Clarke interprète du reggae roots, ainsi que des titres dans le style romantique, dit « lovers rock (en) ». Les disques de Clarke réalisés par Bunny Lee disposent du son de « flying cymbals » caractéristique du producteur,.

## Discographie

### Albums
- 1975 - Enter Into His Gates With Praise
- 1975 - Moving Out (aka Rock With Me Baby)
- 1975 - Put It On
- 1975 - Sings In Fine Style
- 1976 - Authorized Version
- 1976 - Rockers Time Now
- 1977 - Don't Stay Out Late
- 1977 - Dread Natty Congo (aka Girl I Love You)
- 1977 - Superstar Roots Disco Dub
- 1977 - Sweet Conversation
- 1978 - King In The Arena
- 1979 - Satisfaction
- 1979 - Show Case
- 197X - Sings Roots And Culture Vol. 2 (Frankie Jones & Johnny Clarke)
- 1980 - Originally Mr Clarke
- 1982 - Can't Get Enough (aka Lift Yourself Up)
- 1982 - Reggae Rebel
- 1983 - Johnnie Clark Meets Cornell Campbell
- 1983 - Give Thanks
- 1983 - Yard Style
- 1984 - Reggae Party
- 1988 - Think About It
- 1989 - Don't Trouble Trouble
- 1989 - Johnny In The Echo Chamber
- 1992 - Rasta Nuh Fear
- 1996 - Rock With Me

### Compilations
Entre parenthèses l'année de sortie
- 197X - 20 Massive Hits
- 1974-78 - A Ruffer Version (2002)
- 1976 - Authorised Rockers (1991)
- 197X - Be Thankful
- 197X - Blood Dunza (2003)
- 1975-76 - Don't Trouble Trouble (1994)
- 1976-78 - Dreader Dread (1998)
- 197X - Golden Hits
- 1976-80 - Head 2 Head (Johnny Clarke & Cornell Campbell) (2001)
- 197X - Roots Music (1995)
- 197X - Sings Roots & Culture (Barry Brown & Johnny Clarke) (1992)
- 197X - Sly & Robbie Present The Best Of Johnny Clarke (1985)
- 197X - Tribute To Bob Marley (1998)